# Magnifico

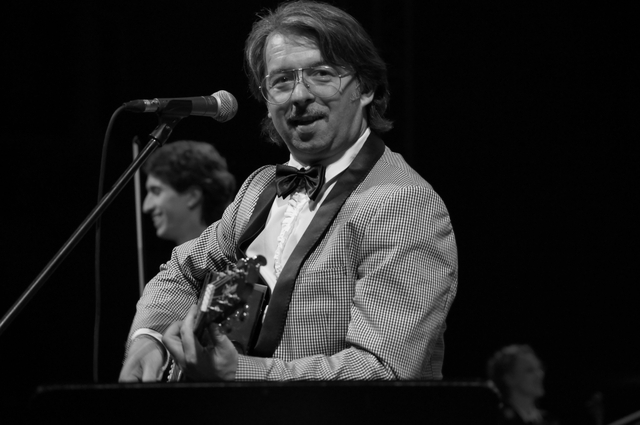
Magnifico

Magnifico ist der Künstlername des slowenischen Sängers, Gitarristen, Songschreibers und Schauspielers Robert Pešut (* 1. Dezember 1965 in Ljubljana). Nach einem abgebrochenen Studium der Wirtschaftswissenschaften gründete er 1988 die Band U Redu und schlug anschließend seine Solokarriere ein.
In seinen selbstironischen Stücken, gesungen auf Serbisch, Romanes und einem eigentümlichen Englisch, liefert der Pop-Sänger „eine balkanische Musikparodie, die Klischees reflektiert, dabei nie den Bogen überspannt und vor allem gute Laune macht“.  Neben dem Unterhaltungswert geht es ihm auch um die kritische Auseinandersetzung mit gesellschaftlichen Problemen. Stereotype und Vorurteile werden entlarvt, mit Witz wird „gegen Machismo, Fremdenfeindlichkeit und Homophobie Front“ gemacht. Eine der Früchte dieser Arbeit für mehr Toleranz war die Teilnahme des Transsexuellen-Trios Sestre 2002  am Eurovision Song Contest 2002, das mit dem von Magnifico geschriebenen Song Samo Ljubezen (Only Love) Magnificos Heimatland Slowenien vertrat. Die Inszenierung dieses Songs wurde zum Politikum, es kam zu Diskussionen sogar im Parlament. Magnificos Stellungnahme dazu in einem Interview: „Die wirklich ernsthaften Provokateure sitzen im Parlament, ich bin lediglich ein Entertainer. Ich bin hier, um Entspannung zu bringen und um Erleuchtung zu spenden.“
Magnifico, der sowohl in Slowenien als auch Serbien seine Wurzeln hat, lässt sich nicht klar verorten. Das drückt sich in seiner Musik aus, die unterschiedlichste Musikrichtungen, Stile und Stilmittel zusammenbringt: Balkan-Bläser, Disko-Beats, Surf-Gitarren, amerikanischer Folk, ex-jugoslawischer Rock, Gypsy-Gesänge und Liebeschnulzen. Seiner Eigenart verdankt er es, dass er „in seiner Heimat in keine Schublade passt. […]“. Er zieht Teenager ebenso an wie Intellektuelle: „his concerts are accompanied by the screams of teenage girls, the nodding of machos and deep discussions of intellectuals.“
In Deutschland wurde er unter anderem 2008 mit seinem Auftritt in Dortmund bei dem Balkan-Festival „Mi plešemo“ bekannt.

## Diskografie
erschienen bei Menart Records (www.menart.si) bzw. bei Piranha Musik (www.piranha.de)
- Od srca do srca (1994)
- Kdo je čefur (1996)
- Stereotip (1997)
- Sexy boy (1998)
- Magnifico komplet (2001)
- Export import (2005)
- Grande Finale (2007)
- Srecno (2008)
- Magnification (2010)
- Montevideo (Musik zum Film, 2013)
- Charlatan de Balkan, 2016